# ۱۰۲ سالگی پایان نیست
۱۰۲ سالگی پایان نیست (به هندی: 102 Not Out) فیلمی محصول سال ۲۰۱۸ و به کارگردانی اومش شوکلا است. در این فیلم بازیگرانی همچون آمیتاب باچان، ریشی کاپور، جیمی ترویدی، ویجای راز ایفای نقش کرده‌اند.

## خلاصه
مردی که ۱۰۲سال اما دلی بسیار جوان دارد قصد دارد رکورد سن مردی چینی را با سن حدود ۱۲۰سال بشکند. با این وجود پسر ۷۲ساله او هیچکدام از این تفکرات را ندارد.به همین دلیل پدرش قصد دارد او را به خانه سالمندان بفرستد.اما پسرش دوست ندارد به خانه سالمندان برود. به همین دلیل پدرش شرایطی وضع میکند که در صورت عمل به آنها از فرستادن او به خانه سالمندان صرف نظر میکند.